# Melaloncha trita
Melaloncha trita är en tvåvingeart som beskrevs av Brown 2006. Melaloncha trita ingår i släktet Melaloncha och familjen puckelflugor.
Artens utbredningsområde är Costa Rica. Inga underarter finns listade i Catalogue of Life.